# V říši víl a skřítků
V říši víl a skřítků (v anglickém originále Faeries) je britský animovaný film z roku 1999. Režisérem filmu je Gary Hurst. Hlavní role ve filmu ztvárnili Kate Winslet, Jeremy Irons, Dougray Scott, Charlotte Coleman a Jane Horrocks.

## Obsazení
| Kate Winslet      | Brigid          |
| Jeremy Irons      | Shapeshifter    |
| Dougray Scott     | pohádkový princ |
| Charlotte Coleman | Merrivale       |
| Jane Horrocks     | Huccaby         |
| June Whitfield    | paní Combs      |
| John Sessions     | Chudley         |
| Tony Robinson     | Broom           |